# آلفا-آمانیتین
آلفا-آمانیتین (به انگلیسی: Alpha-Amanitin) با فرمول شیمیایی C۳۹H۵۴N۱۰O۱۴S یک ترکیب شیمیایی با شناسه پاب‌کم ۲۱۰۰ است. که جرم مولی آن ۹۱۸٫۹۷ g/mol می‌باشد. 